# Cardiodactylus efordi
Cardiodactylus efordi är en insektsart som beskrevs av Otte, D. 2007. Cardiodactylus efordi ingår i släktet Cardiodactylus och familjen syrsor. Inga underarter finns listade i Catalogue of Life.